# Dubuque County
Dubuque County är ett administrativt område i delstaten Iowa, USA, med 93 653 invånare. Den administrativa huvudorten (county seat) är Dubuque.

## Geografi
Enligt United States Census Bureau har countyt en total area på 1 598 km². 1 575 km² av den arean är land och 57 km² är vatten.

### Angränsande countyn
- Clayton County - nord
- Grant County, Wisconsin - nordost
- Jo Daviess County, Illinois - öst
- Jackson County - sydost
- Jones County - sydväst
- Delaware County - väst

### Orter
- Asbury
- Cascade (delvis i Jones County)
- Dubuque (huvudort)
- Luxemburg
- New Vienna
- Worthington
- Zwingle (delvis i Jackson County)